# Wasmannia scrobifera
Wasmannia scrobifera  (лат.) — вид мелких муравьёв рода Wasmannia из подсемейства мирмицины.

## Распространение
Центральная Америка:  Бразилия, Гватемала, Гондурас, Колумбия,  Коста-Рика, Суринам.

## Описание
От близких видов отличается сплющенным скапусом усиков, короткими проподеальными шипиками, многочисленными волосками на спинной стороне мезосомы и сильно вступающим клипеусом. 
Мелкий муравей длиной 2-3 мм, желтовато-коричневой окраски. Рабочие мономорфные. Лобные кили развиты, идут назад за линию глаз, почти до затылочного края. Проподеум с парой длинных шипиков. В глазах более 10 фасеток. В жвалах 5 и менее зубчиков. Усики самок и рабочих 11-члениковые, булава из 2 члеников (усики самцов состоят из 13 сегментов, булава не развита). Нижнечелюстные щупики 3-члениковые, нижнегубные щупики состоят из 2 сегментов. Стебелёк между грудкой и брюшком состоит из двух члеников: петиолюса и постпетиолюса (последний четко отделен от брюшка), жало развито, куколки голые (без кокона).